# Kotasaurus yamapalliensis
Kotasaurus yamapalliensis es la única especie conocida del género extinto Kotasaurus  (“lagarto de Kota”) de dinosaurio saurisquio saurópodo, que vivió a principios del período Jurásico, hace aproximadamente entre 196,5 a 183 millones de años, desde el Sinemuriense al Pliensbachiense, en lo que hoy es el subcontinente indio.

## Descripción

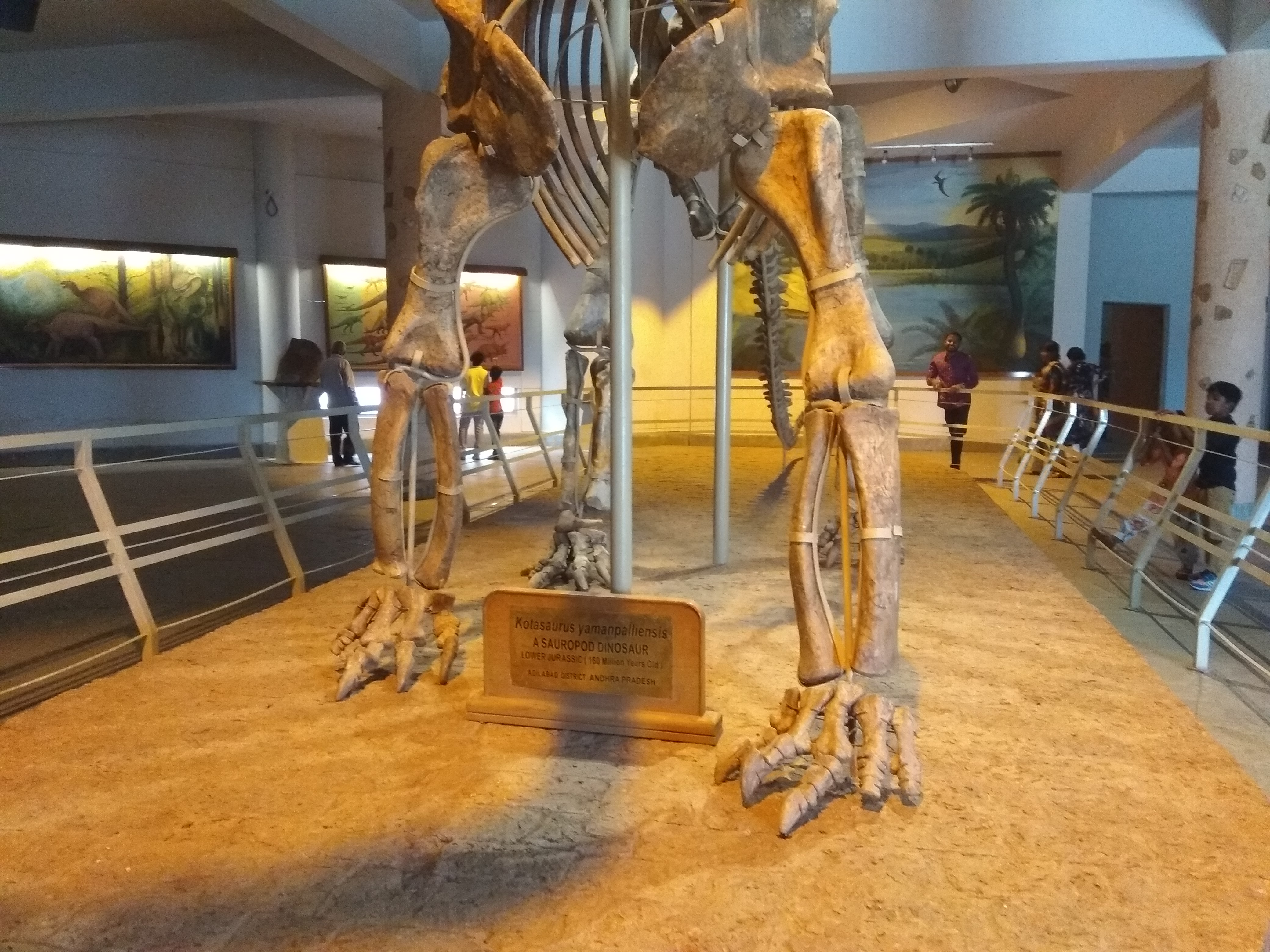
Patas de Kotasaurus

Kotasaurus es uno de los saurópodos más basales conocidos. El plan general del cuerpo era el de un saurópodo típico, pero en varias características basales, plesiomórficas, se asemeja a los prosaurópodos. Como todos los saurópodos, Kotasaurus era un cuadrúpedo obligado, mientras que los prosaurópodos eran primitivamente bípedos. La longitud del cuerpo se estima en aproximadamente 9 metros de largo, 3 de alto y pesaba alrededor de 2,5 toneladas. En el aspecto general se veía como los más grandes prosaurópodos, con un cuerpo pesado, larga cola y cuello también largo. Pero a diferencias de estos tenían caderas más grandes y fuertes, con un largo hueso pélvico. Las vértebras dorsales eran simples, no bifurcadas como en saurópodos posteriores. Los dientes tenían forma de cuchara, como los de los saurópodos posteriores. Las características basales, por otro lado, incluyen el húmero relativamente corto y ligeramente retorcido , así como la retención de un trocánter menor en el fémur. Las espinas neurales de las vértebras simplemente se construyeron y sus centros son masivos, en contraste con los del Barapasaurus relacionado, que muestran más huecos, ya sea sin neumatización, de los lados como una medida de ahorro de peso. Las autapomorfias, características recién adquiridas, incluyen los huesos de las extremidades relativamente delgados, así como el proceso preacetabular bajo y alargado, el proceso de punta hacia adelante del ilion.

## Descubrimiento e investigación
La única especie conocida es Kotasaurus yamanpalliensis. Fue descubierto en la formación Kota de Telangana, India y compartió su hábitat con el Barapasaurus relacionado. Hasta el momento se conocen los restos de al menos 12 individuos. Se conoce la mayor parte del esqueleto, pero falta el cráneo, con la excepción de dos dientes. Como todos los saurópodos, era un herbívoro cuadrúpedo grande con cuello y cola largos. Los restos del  Kotasaurus fueron recobrados de la Formación Kota, cerca de Yemanapalli en el estado de  Andhra Pradesh, en el subcontinente indio. Se conoce 20 esqueletos postcraneales casi completos pero no se ha encontrado ninguna cabeza. Los fósiles se descubrieron en 1979 y fueron descriptos en 1988 por Yadagiri. Todos los fósiles conocidos provienen de un área de 2400 metros cuadrados cerca del pueblo de Yamanpalli en Telangana, aproximadamente a cuarenta kilómetros al norte de la localidad tipo Barapasaurus. Estos hallazgos, en total 840 partes esqueléticas, se encontraron a fines de la década de 1970. En 1988 fueron nombrados y descritos por P. M. Yadagiri como un nuevo género y especie de saurópodo, Kotasaurus yamanpalliensis. El nombre genérico se refiere a la Formación Kota. El nombre específico refleja la procedencia de Yamanpalli. El holotipo es 21/SR/PAL , un ilion.
El Estudio Geológico de la India combinó varios elementos en un montaje esquelético y lo exhibió en el Museo de Ciencias de Birla, Hyderabad. En 2001, Yadagiri describió la osteología con más detalle.

## Clasificación
Inicialmente, no estaba claro si Kotasaurus representa un verdadero saurópodo o un sauropodomorfo basal que debe clasificarse fuera de Sauropoda. Algunos paleontólogos lo colocaron dentro de una familia de saurópodos basales llamada Vulcanodontidae, junto con Barapasaurus y los fragmentarios Ohmdenosaurus y Zizhongosaurus. Ahora se reconoce que esta agrupación es parafilética.
Hoy Kotasaurus es reconocido como uno de los saurópodos más basales conocidos. Sin embargo, las relaciones exactas no están del todo claras. Un estudio reciente de Bandyopadhyay y colegas de 2011 hace que Kotasaurus sea más basal que Barapasaurus y Vulcanodon pero más derivado que Jingshanosaurus, Antetonitrus y Chinshakiangosaurus.